# El Mers
El Mers  (in arabo المرس‎?) è un centro abitato e comune rurale del Marocco situato nella provincia di Boulemane, regione di Fès-Meknès. Conta una popolazione di 5 152 abitanti (censimento 2014).